# Kościół św. Katarzyny Aleksandryjskiej w Śliwicach
Kościół świętej Katarzyny Aleksandryjskiej – rzymskokatolicki kościół parafialny należący do parafii pod tym samym wezwaniem (dekanat czerski diecezji pelplińskiej).
Jest to świątynia wzniesiona w stylu neogotyckim z elementami klasycystycznymi w 1830 roku (powstały wówczas nawa i kwadratowa wieża), następnie została rozbudowana w 1902 roku o część wschodnią (prezbiterium), posiada transept i hełm wieży przypominający obelisk. Nawa nakryta jest płaskim stropem, z kolei wieżę nakrywa sklepienie krzyżowe. Kościół posiada trzy nawy, w części wschodniej jest bazylikowy, charakteryzuje się krótkim prezbiterium. Do wyposażenia świątyni należą m.in. barokowy, dwukondygnacyjny ołtarz główny, wykonany w drugiej połowie XVII wieku, ozdobiony wotywnym obrazem Matki Boskiej z Dzieciątkiem namalowanym, według tradycji, w XVI wieku, ołtarze boczne z retabulami rokokowymi, ozdobionymi obrazami, namalowanymi w drugiej połowie XVIII wieku. Polichromia została wykonana w 1958 roku przez Maksymiliana Kasprowicza.